# Мистишин, Стейси
Сте́йси Мо'а́на Мисти́шин (англ. Stacie Mo'ana Mistysyn; 23 июля 1971, Лос-Анджелес, Калифорния, США) — канадская актриса и диджей.

## Биография
Стейси Мо'ана Мистишин родилась 23 июля 1971 года в Лос-Анджелесе (штат Калифорния, США), но позже она переехала вместе со своей семьёй в Канаду.

## Карьера
В 1982—2008 года Стейси сыграла в 14-ти фильмах и телесериалах, включая роль Кэйтлин Райан в трёх телесериалах «Деграсси» (1987—2008).
Стейси — лауреат премии «Джемини» (1989).
Также Стейси является диджеем и выступает каждую первую субботу каждого месяца с Амандой Степто.

## Личная жизнь
С 29 августа 2009 года Стейси замужем за актёром Джеймсом Галландерсом. У супругов есть двое детей — сын Грейсон Джеймс Киану Галландерс (род.29.06.2012) и дочь Ривер Лейлани Галландерс (род.15.06.2014).

## Избранная фильмография
| Год       |   | Русское название              | Оригинальное название         | Роль          |
| --------- | - | ----------------------------- | ----------------------------- | ------------- |
| 1996      | с | Чудеса науки                  | Weird Science                 | Дженни        |
| 1998      | с | Семь дней                     | Seven Days                    | Лита          |
| 2001—2008 | с | Деграсси: Следующее поколение | Degrassi: The Next Generation | Кейтлин Райан |